# Cimetière américain de Henri-Chapelle

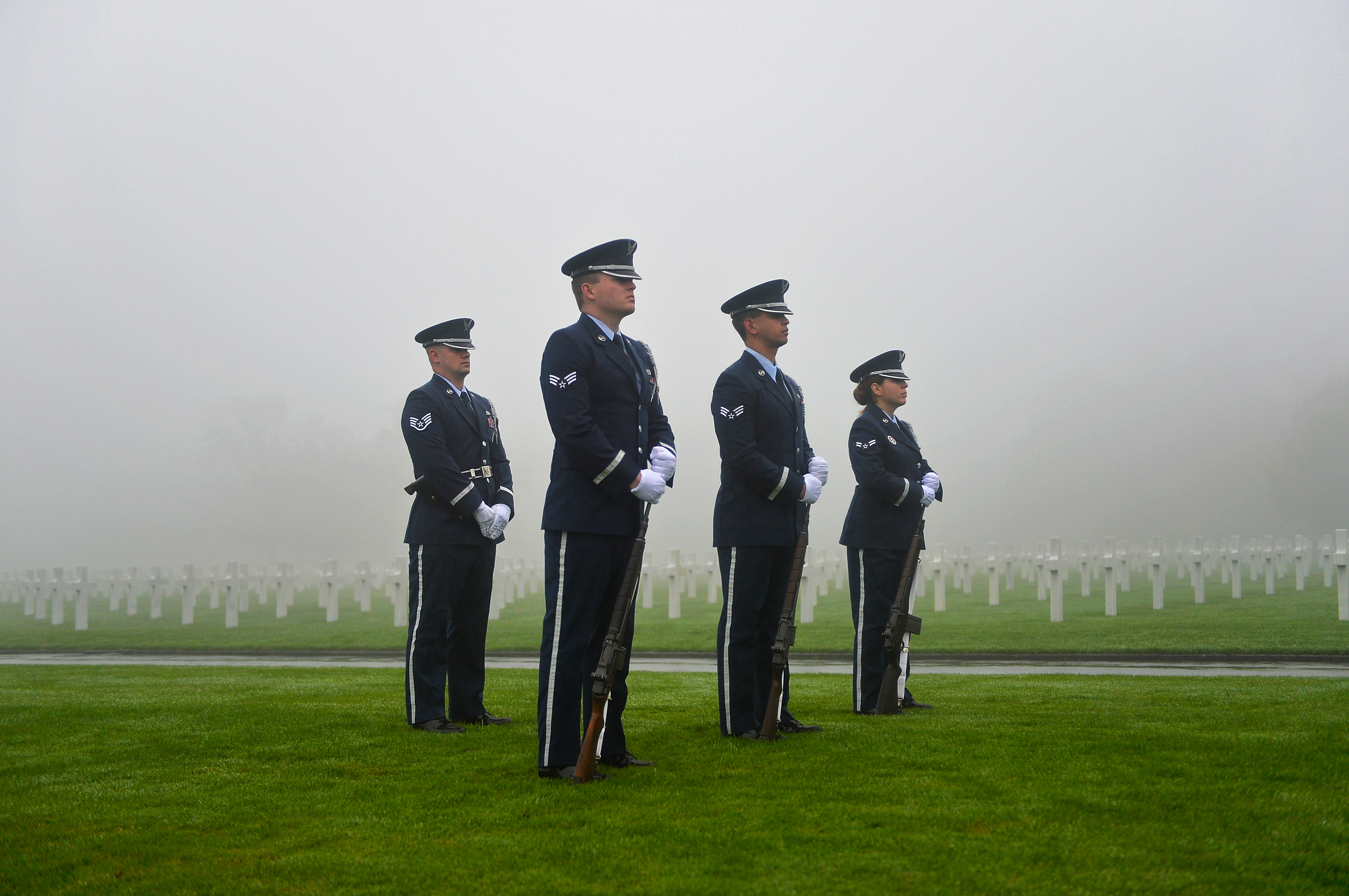
La garde d'honneur de United States Air Force au cimetière américain de Henri-Chapelle pour le Veterans Day. Novembre 2017.

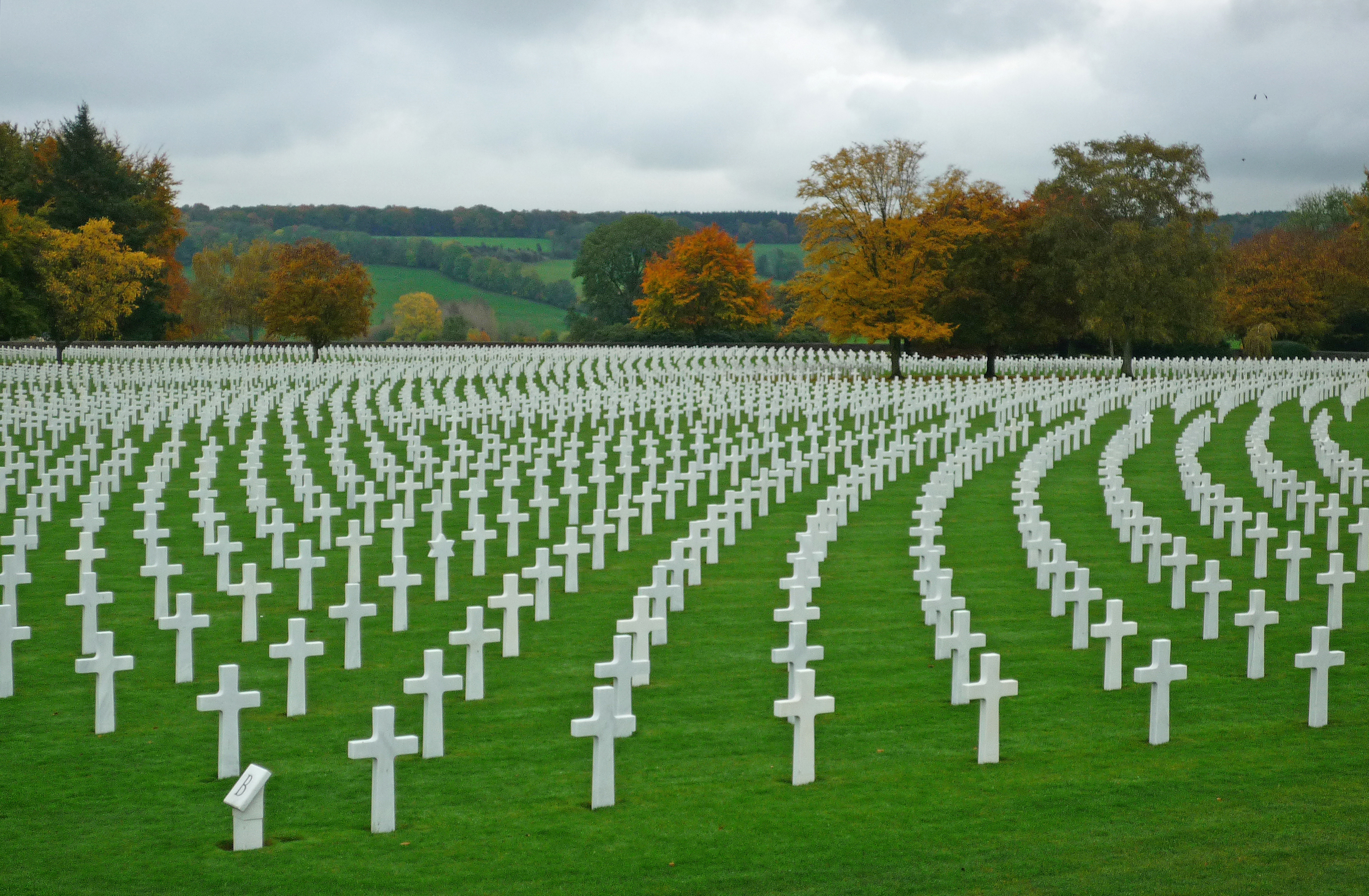
Au cimetière Henri-Capelle. Octobre 2015.

Le Cimetière américain de Henri-Chapelle (en anglais : Henri-Chapelle American Cemetery and Memorial) est un cimetière militaire américain de la Seconde Guerre mondiale, situé à 30 kilomètres de Liège en Belgique et à 16 kilomètres d'Aix-la-Chapelle (Allemagne). 7 992 soldats américains tombés pendant la guerre y reposent.
La construction du cimetière a débuté en septembre 1944 et aurait été terminé en 1960,.
Il est géré par l'American Battle Monuments Commission.

## Accès
Le cimetière américain de Henri-Chapelle est accessible grâce aux transports routiers (voitures, cars...).
Cependant, une piste cyclable va être créée prochainement et reliera les communes d'Aubel, Plombières et Welkenraedt et passera aux abords du cimetière, permettant ainsi un accès moins dangereux pour les piétons et cyclistes.